# Кренево (Вологодская область)
Кренево — деревня в Шекснинском районе Вологодской области.
Входит в состав сельского поселения Никольского, с точки зрения административно-территориального деления — в Никольский сельсовет.
Расстояние по автодороге до районного центра Шексны — 3,1 км, до центра муниципального образования Прогресса — 2,1 км. Ближайшие населённые пункты — Дриблево, Братовец, Пронино, Костинское, Прогресс.
По переписи 2002 года население — 7 человек.